# Raoul Heertje
Raoul Louis Heertje (Bussum, 11 maart 1963) is een Nederlands tekstschrijver,  stand-upcomedian en schrijver. 

## Jeugd en opleiding
Hij is van Joodse komaf en zoon van econoom Arnold Heertje.
Na in Bussum het vwo te hebben afgerond, studeerde Heertje van 1983 tot 1984 International Relations en Theatre studies aan de Hebreeuwse Universiteit van Jeruzalem. Hij studeerde vervolgens nog tot 1986 in de Engelse stad Birmingham.

## Stand-upcomedian
In 1990 initieerde hij, samen met zijn broer Eric, Comedytrain, een gezelschap stand-upcomedians, dat deze kunstvorm in Nederland introduceerde en tot bloei bracht doordat het jong Nederlands talent de gelegenheid gaf zich te ontwikkelen.
Naar aanleiding van de optredens in het Nederlandse circuit werd hij uitgenodigd voor optredens in Amerika en Engeland waar hij optrad in comedyclubs en als gast in televisieprogramma's verscheen. Zo trad hij op in de satirische BBC-quiz Have I Got News For You en in de televisieprogramma's van Ruby Wax, Clive James en Jeremy Clarkson. Verder heeft hij ook zijn medewerking verleend aan het programma Clarkson meets the Neighbours, gepresenteerd door Jeremy Clarkson, in de aflevering die over Nederland gaat. Hij had hier de functie om de presentator meer over Nederland uit te leggen. 
Raoul Heertje was van 1995 tot en met 2014 als teamcaptain betrokken bij het televisieprogramma Dit was het nieuws, de Nederlandse variant op Have I Got News For You. In de loop der jaren hebben veel van de talenten uit de Comedytrain op de een of andere manier een bijdrage aan dit programma geleverd.
Heertje was samen met zijn broer Eric oprichter van comedycafé Toomler. In 2002 werden de aangesloten comedians geheel eigenaar van Toomler. In 2006 nam Jan Jaap van der Wal het artistiek leiderschap van Heertje over. In 2014 verlieten Raoul en zijn broer beide organisaties.
In 2007 speelde hij in het toneelstuk Het Verschil, met onder anderen Wende Snijders en Jenny Arean. In 2009 begon Raoul Heertje met een eigen praatprogramma bij de VPRO: Heerlijk eerlijk Heertje. Naast het praatprogramma zelf, werd ook het proces eromheen gefilmd en getoond.
In 2009-2010 trad hij op als interviewer in het tv-programma Wintergasten.
In 2019-2020 maakte hij samen met documentairemaker Frans Bromet de tv-reeks Het Israël van Heertje en Bromet. Beiden onderzoeken in deze reeks hun haat-liefdeverhouding met Israël en zijn Joodse achtergrond door middel van interviews met oude vrienden en bekende Israëliërs.

## Tekstschrijver
Hij schreef columns voor onder andere Sportweek, het NRC Handelsblad en Het Parool, maakte interviews voor Vrij Nederland en was als tekstadviseur bij diverse programma’s betrokken (o.a. Barend & Van Dorp en Glamourland).
In mei 2002 kwam tijdens de Week van Heertje dagelijks een nieuw boek van hem uit.
In september 2011 verscheen van zijn hand het boek Mark Rutte is lesbisch. Een boek dat probeert grip te krijgen op wat Heertje 'het circus' noemt: de manier waarop mensen altijd bezig zijn een toneelstukje op te voeren. Het boek lijkt in veel opzichten op het tv-programma Heerlijk eerlijk Heertje, dat Heertje in 2009 presenteerde. Dat programma bood net als het boek, veel ruimte voor reflectie op het programma.